# Fultonham (Ohio)
Pour les articles homonymes, voir Fultonham (homonymie).
Fultonham est un village américain situé dans le comté de Muskingum, dans l’Ohio. 
Selon le recensement de 2010, sa population est de 176 habitants.